# Президент Польши
Президент Республики Польша (пол. Prezydent Rzeczypospolitej Polskiej) является верховным представителем Республики Польша и гарантом непрерывности государственной власти.
Правовой статус президента Польши закреплён в разделе V конституции Республики Польша от 2 апреля 1997 года.
Приведён список глав польского государства с 1918 года, включая лиц, занимавших посты, именовавшиеся иначе, чем президент Республики Польша, но являвшиеся постами главы государства.

## Выборы и полномочия
Президент Республики избирается народом на пятилетний срок путём всеобщих, равных, прямых выборов и тайного голосования. Выборы президента назначаются Маршалом Сейма. В отношениях с ветвями власти президент выполняет функции арбитра. Имеет право законодательной инициативы и право вето. Издаёт акты: распоряжения, приказы, постановления, которые должны соответствовать законам. Для актов президента, не относящихся к ч 3. ст. 144 Конституции, предусматривается контрасигнатура.

## Польская Республика (1918—1939)
По́льская Респу́блика, также известна как Вторая Речь Посполитая (пол. Rzeczpospolita Polska, II Rzeczpospolita) — польское государство, восстановленное в 1918 году. Название подчёркивает непрерывную связь с Речью Посполитой (1569—1795), ликвидированной в результате её разделов между Российской империей, Прусским королевством и Австрийской империей в конце XVIII века.

### Начальник государства(Основание государства 1918—1922)
Началом истории II Речи Посполитой считается 11 ноября 1918 года, когда польские отряды разоружили немецкий гарнизон в Варшаве, и вернувшийся из немецкого плена Юзеф Пилсудский принял военную власть из рук Регентского совета Королевства Польского. 14 ноября 1918 года Пилсудский принял на себя также гражданскую власть, а Регентский совет и Временное народное правительство Республики Польша наделили Пилсудского полномочиями временного начальника государства (пол. Tymczasowy naczelnik państwa). Избранный на выборах 26 января 1919 года Законодательный сейм 20 февраля 1919 года назначил Пилсудского «Начальником государства» (пол. Naczelnik państwa).
| Портрет         | Портрет        | Имя                         | Начало полномочий     | Окончание полномочий | Партия                           | Примечания                                  |
| --------------- | -------------- | --------------------------- | --------------------- | -------------------- | -------------------------------- | ------------------------------------------- |
|                 |                | Юзеф Пилсудский (1867—1935) | 14 ноября 1918        | 29 ноября 1918       | Польская социалистическая партия | Верховный главнокомандующий Польской армией |
|                 | 29 ноября 1918 | Юзеф Пилсудский (1867—1935) | 20 февраля 1919       | Беспартийный         | Временный Начальник государства  |                                             |
| 20 февраля 1919 | 9 декабря 1922 | Юзеф Пилсудский (1867—1935) | Начальник государства | Беспартийный         |                                  |                                             |

### Довоенный период (1922—1939)
17 марта 1921 года учредительным сеймом была принята конституция, утвердившая республиканский строй. Был установлен двухпалатный парламент — Национальное собрание, в составе сейма и сената, избиравшийся сроком на 5 лет всеобщим, равным и тайным пропорциональным голосованием.
В 1926 году после государственного переворота в Польше был установлен авторитарный санационный режим во главе с Юзефом Пилсудским, сводящий на нет основные принципы, лежавшие в основе конституции.
16 января 1935 года сеймом была принята новая конституция, по которой источником и носителем государственной власти признавался президент, концентрировавший государственную власть в своём лице.
После нападения на Польшу 1 сентября 1939 года нацистской Германии правительство Польши во главе с президентом Игнацием Мостицким бежало из страны в Румынию, перейдя границу в ночь на 18 сентября 1939 года, однако было интернировано румынскими властями по требованию Германии. СССР утром 17 сентября 1939 года направил свои войска к линии Керзона (предлагавшейся в 1919 году Верховным советом Антанты в качестве польской границы), установив контроль над районами к востоку от неё.
| Портрет | Портрет | Имя                                | Начало полномочий | Окончание полномочий | Партия                          |
| ------- | ------- | ---------------------------------- | ----------------- | -------------------- | ------------------------------- |
| 1       |         | Габриэль Нарутович (1865—1922)     | 9 декабря 1922    | 16 декабря 1922      | Беспартийный                    |
| 2       |         | Мацей Ратай (1884—1940) (и. о.)    | 16 декабря 1922   | 20 декабря 1922      | Польская народная партия «Пяст» |
| 2       |         | Станислав Войцеховский (1869—1953) | 20 декабря 1922   | 14 мая 1926          | Польская народная партия «Пяст» |
| 2       |         | Мацей Ратай (1884—1940) (и. о.)    | 14 мая 1926       | 4 июня 1926          | Польская народная партия «Пяст» |
| 3       |         | Игнаций Мосцицкий (1867—1946)      | 4 июня 1926       | 30 сентября 1939     | Беспартийный                    |

## Правительство Польши в изгнании (1939—1990)
Правительство Польши в изгнании (пол. Rząd RP na uchodźstwie) — правительство Республики Польша, действовавшее после эвакуации из страны в сентябре 1939 года её верховного руководства во время немецкой оккупации. Во время войны и в первые послевоенные годы оно руководило Польским подпольным государством, формированиями польских вооружённых сил на Западе и польским подпольем в самой Польше (Армия Крайова, Свобода и Независимость). Местопребыванием правительства были последовательно Париж (с 30 сентября 1939 года), Анже (с ноября 1939 года) и Лондон (с ноября 1940 года).

### Преемники президента (при вакансии поста)
После начала Второй мировой войны президент Игнаций Мостицкий 1 сентября 1939 года назначил маршала Польши Эдварда Рыдз-Смиглого, верховного главнокомандующего польской армии, своим преемником на посту президента «при вакансии поста до момента заключения мира» (в соответствии со ст. 24 Конституции). Это решение было отменено 25 сентября 1939 года. Новым лицом с такими полномочиями был назначен генерал Болеслав Венява-Длугошовский. Это решение было отменено 29 сентября 1939 года.
| Портрет | Портрет | Имя                                      | Начало полномочий | Окончание полномочий | Партия                           |
| ------- | ------- | ---------------------------------------- | ----------------- | -------------------- | -------------------------------- |
|         |         | Эдвард Рыдз-Смиглы (1886—1941)           | 1 сентября 1939   | 25 сентября 1939     | Лагерь национального объединения |
|         |         | Болеслав Венява-Длугошовский (1881—1942) | 25 сентября 1939  | 29 сентября 1939     | Беспартийный                     |

### Список президентов в изгнании
Президент Игнаций Мостицкий пересёк границу с Румынией 17 сентября 1939 года. Там он был интернирован и 25 сентября 1939 года передал должность президента генералу Болеславу Веняве-Длугошевскому, с чем не согласились французские власти, потребовав передачи поста президента Владиславу Рачкевичу; Мостицкий выполнил это условие 30 сентября 1939 года, что сделало Рачкевича первым президентом в изгнании. И он, и все последующие лица, занимавшие этот пост, формально являлись независимыми политиками.
5 июля 1945 года Великобритания и Соединённые Штаты перестали признавать это правительство. Вопреки констатации Потсдамской конференции в августе 1945 года, что его «больше не существует», оно продолжило функционировать. Последними государствами, признававшими эмигрантское правительство Польши, были Ирландия, Испания и Святой престол (до 1958 года). Формально оно завершило деятельность после принятия Лехом Валенсой присяги в качестве президента Польши и передачи ему исторических президентских регалий президентом в изгнании Рышардом Качоровским.
| Портрет                                 | Портрет                        | Имя                                  | Начало полномочий | Окончание полномочий | Партия                    |
| --------------------------------------- | ------------------------------ | ------------------------------------ | ----------------- | -------------------- | ------------------------- |
|                                         |                                | Владислав Рачкевич (1885—1947)       | 30 сентября 1939  | 6 июня 1947          | Беспартийный              |
| пост вакантен с 6 по 9 июня 1947 года   |                                |                                      |                   |                      |                           |
|                                         |                                | Аугуст Залеский (1883—1972)          | 9 июня 1947       | 7 апреля 1972        | Беспартийный              |
| пост вакантен с 7 по 9 апреля 1972 года |                                |                                      |                   |                      |                           |
|                                         |                                | Станислав Островский (1892—1982)     | 9 апреля 1972     | 8 апреля 1979        | Лига независимости Польши |
|                                         |                                | Эдвард Бернард Рачинский (1891—1993) | 8 апреля 1979     | 8 апреля 1986        | Беспартийный              |
|                                         | Казимеж Саббат (1913—1989)     | 8 апреля 1986                        | 19 июля 1989      |                      | Беспартийный              |
|                                         | Рышард Качоровский (1919—2010) | 19 июля 1989                         | 22 декабря 1990   |                      | Беспартийный              |

## Послевоенный период (1944—1952)
1 января 1944 года в противовес лондонскому правительству Польши в изгнании была создана Крайова Рада Народова (пол. Krajowa Rada Narodowa, «государственный национальный совет»), политическая организация, 5 июля 1945 года преобразованная в парламент, просуществовавший до 4 февраля 1947 года. Её председателем (пол. Przewodniczący Krajowej Rady Narodowej) с правами главы польского государства был избран Болеслав Берут, представляющий Польскую рабочую партию. При преобразовании Рады в парламент пост её главы получил наименование «президент» (пол. Prezydent Krajowej Rady Narodowej).
5 февраля 1947 года, после проведения выборов в Законодательный сейм, на первом его заседании Болеслав Берут был избран на восстановленный пост Президента Республики Польша. 20 ноября 1952 года, после избрания Сеймом на основе принятой 22 июля 1952 года Конституции ПНР коллективного главы государства — Государственного совета, пост президента республики был упразднён, а сам Болеслав Берут назначен на пост Председателя совета министров ПНР.
| Портрет | Портрет        | Имя                        | Начало полномочий | Окончание полномочий                 | Партия                        | Примечания                           |
| ------- | -------------- | -------------------------- | ----------------- | ------------------------------------ | ----------------------------- | ------------------------------------ |
| 4       |                | Болеслав Берут (1892—1956) | 1 января 1944     | 5 июля 1945                          | Польская рабочая партия       | Председатель Крайовой Рады Народовой |
| 4       | 5 июля 1945    | Болеслав Берут (1892—1956) | 4 февраля 1947    | Президент Крайовой Рады Народовой    | Польская рабочая партия       |                                      |
| 4       | 4 февраля 1947 | Болеслав Берут (1892—1956) | 20 ноября 1952    | Польская объединённая рабочая партия | Президент Польской Республики |                                      |

## Польская Народная Республика (1952—1989)
Польская Народная Республика (пол. Polska Rzeczpospolita Ludowa) — официальное название Польши в период с 1952 по 1989 год. Конституция ПНР была принята 22 июля 1952 года, существенные поправки были внесены в 1976 году. Законодательным органом являлся однопалатный Сейм, избираемый на 4 года, коллективным главой государства до 1989 года — Государственный совет, избираемый Сеймом сроком на 4 года, с 1989 года — президент, исполнительным органом — Совет Министров, назначаемый Сеймом.
Фактически государство было однопартийным с доминированием Польской объединённой рабочей партией. Малые партии (в основном — Демократическая партия и Объединённая крестьянская партия), а также профсоюзные, молодёжные и другие общественные организации, были объединены в социально-политическую организацию (выступавшую также как избирательный блок) — с 1952 года называвшуюся Национальный фронт (пол. Front Narodowy, с 1956 года — Фронт единства народа (пол. Front Jedności Narodu), в 1983 году преобразованную в Патриотическое движение национального возрождения (пол. Patriotyczny Ruch Odrodzenia Narodowego).
29 декабря 1989 года, путём внесения изменения в конституцию ПНР, стране было возвращено историческое название «Rzeczpospolita Polska» (Польская республика).
| Портрет                                  | Портрет                         | Имя                             | Начало полномочий | Окончание полномочий                       | Партия                               |
| ---------------------------------------- | ------------------------------- | ------------------------------- | ----------------- | ------------------------------------------ | ------------------------------------ |
| Председатель Государственного совета ПНР |                                 |                                 |                   |                                            |                                      |
|                                          |                                 | Александр Завадский (1899—1964) | 20 ноября 1952    | 7 августа 1964                             | Польская объединённая рабочая партия |
|                                          | Оскар Ланге (1904—1965) (и. о.) | 7 августа 1964                  | 12 августа 1964   |                                            | Польская объединённая рабочая партия |
|                                          |                                 | 7 августа 1964                  | 12 августа 1964   | Болеслав Подедворный (1898—1972) (и. о.)   | Объединённая народная партия         |
|                                          |                                 | 7 августа 1964                  | 12 августа 1964   | Станислав Кульчиньский (1895—1975) (и. о.) | Демократическая партия               |
|                                          |                                 | 7 августа 1964                  | 12 августа 1964   | Эдвард Охаб (1906—1989) (и. о.)            | Польская объединённая рабочая партия |
|                                          | Эдвард Охаб (1906—1989)         | 12 августа 1964                 | 8 апреля 1968     |                                            | Польская объединённая рабочая партия |
|                                          | Мариан Спыхальский (1906—1980)  | 8 апреля 1968                   | 22 декабря 1970   |                                            | Польская объединённая рабочая партия |
|                                          | Юзеф Циранкевич (1911—1989)     | 22 декабря 1970                 | 28 марта 1972     |                                            | Польская объединённая рабочая партия |
|                                          | Генрик Яблоньский (1909—2003)   | 28 марта 1972                   | 6 ноября 1985     |                                            | Польская объединённая рабочая партия |
|                                          | Войцех Ярузельский (1923—2014)  | 6 ноября 1985                   | 19 июля 1989      |                                            | Польская объединённая рабочая партия |
| Президент Польской Народной Республики   |                                 |                                 |                   |                                            |                                      |
| 5                                        |                                 | Войцех Ярузельский (1923—2014)  | 19 июля 1989      | 29 декабря 1989                            | Польская объединённая рабочая партия |

## Республика Польша (с 1989)
Республика Польша, также известна как Третья Речь Посполитая (пол. Rzeczpospolita Polska, III Rzeczpospolita) — название Польши, возвращённое ей 29 декабря 1989 года путём внесения изменения в конституцию ПНР.
23 апреля 1992 года был принят «Конституционный закон о порядке подготовки и принятия Конституции Республики Польша», 17 октября 1992 года — «Конституционный закон о взаимных отношениях между законодательной и исполнительной властью, а также территориальном самоуправлении», получивший название Малой конституции. Документ объявлял о прекращении (за некоторым исключением) действия Конституции 1952 года. Закон также предусматривал принятие новой конституции Сеймом и Сенатом. Современная конституция Польши была принята 2 апреля 1997 года и утверждена на референдуме 25 мая 1997 года.
Главой государства вновь стал Президент Республики Польша (пол. Prezydent Rzeczypospolitej Polskiej).
| Портрет | Портрет        | Имя                                       | Начало полномочий | Окончание полномочий | Партия                               |
| ------- | -------------- | ----------------------------------------- | ----------------- | -------------------- | ------------------------------------ |
| 5       |                | Войцех Ярузельский (1923—2014)            | 29 декабря 1989   | 22 декабря 1990      | Польская объединённая рабочая партия |
| 6       |                | Лех Валенса (р. 1943)                     | 22 декабря 1990   | 22 декабря 1995      | Гражданский комитет «Солидарность»   |
| 7       |                | Александр Квасьневский (р. 1954)          | 22 декабря 1995   | 8 октября 2000       | Союз демократических левых сил       |
| 7       | 8 октября 2000 | Александр Квасьневский (р. 1954)          | 22 декабря 2005   |                      | Союз демократических левых сил       |
| 8       |                | Лех Качиньский (1949—2010)                | 23 декабря 2005   | 10 апреля 2010       | Право и справедливость               |
|         |                | Бронислав Коморовский (род. 1952) (и. о.) | 10 апреля 2010    | 8 июля 2010          | Гражданская платформа                |
|         |                | Богдан Борусевич (род. 1949) (и. о.)      | 8 июля 2010       | 8 июля 2010          | Беспартийный                         |
| 9       |                | Гжегож Схетына (род. 1963) (и. о.)        | 8 июля 2010       | 6 августа 2010       | Гражданская платформа                |
| 9       |                | Бронислав Коморовский (род. 1952)         | 6 августа 2010    | 6 августа 2015       | Гражданская платформа                |
| 10      |                | Анджей Дуда (р. 1972)                     | 6 августа 2015    | 6 августа 2020       | Право и справедливость               |
| 10      | 6 августа 2020 | Анджей Дуда (р. 1972)                     | 6 августа 2025    |                      | Право и справедливость               |
| 11      |                | Кароль Навроцкий (род. 1983)              | 6 августа 2025    |                      | Беспартийный                         |